# Kirchliche Einigungsbestrebungen
Mit fortschreitender Reformation und der erkennbaren Unmöglichkeit, den zwischen der röm.-kath. Kirche und den „Protestanten“ manifest gewordenen Riss zu ignorieren oder gar rückgängig zu machen, wuchs im 16. Jahrhundert auf beiden Seiten die Gesprächsbereitschaft. Einen ersten Schritt hatte unter dem Einfluss des Erasmus von Rotterdam Papst Hadrian VI. bereits 1523 mit einem klaren Bekenntnis zur Mitverantwortung der katholischen Kirche an der Reformation getan. In diesem Sinne ist die auf dem Reichstag zu Augsburg 1530 von den Protestanten unter Federführung Philipp Melanchthons vorgelegte Confessio Augustana als weitgehende Bereitschaft zu theologischen Konzessionen auf der Grundlage einer simplicitas vitae christianae (Einfachheit des christlichen Lebens) zu lesen.
Von diesem Zeitpunkt an ist der stark von Erasmus beeinflusste römisch-katholisch orientierte Humanismus der eigentliche Motor der Einigungsbestrebungen, an denen auf protestantischer Seite v. a. Melanchthon und Martin Bucer beteiligt waren (Religionsgespräche Leipzig, 1534 und 1539, Hagenau und Worms, 1540). Auf dem Regensburger Reichstag erzielten Melanchthon und Gasparo Contarini weitgehende dogmatische Einigung, v. a. in der Rechtfertigungslehre, denen aber sowohl Martin Luther wie Rom wegen der noch offenen Fragen in der Lehre von der Kirche und der Transsubstantiation ihre zustimmende Bestätigung versagten.
Die im 17. Jahrhundert zunehmende Verfestigung der protestantischen Kirchen in lutherische und reformierte, die durch das Tridentinum gestärkte römisch-katholische Kirche und der Druck der Gegenreformation bewirkten auf der anderen Seite auch eine in allen Lagern zunehmende Gesprächsbereitschaft. Die bereits von Bucer vorbereitete Differenzierung in articuli fundamentales et non fundamentales bereitete dafür den Boden ebenso vor, wie die Rückbesinnung auf die den drei großen Konfessionen weitgehend gemeinsame Anerkennung der christlichen Tradition der ersten Jahrhunderte, von Georg Calixt in den Versuch umgesetzt, auf der Grundlage des Apostolikums und der kirchlichen Lehrentscheidungen der ersten Jahrhunderte (consensus quinquesaecularis) eine kirchliche Einheit herbeizuführen, die die fundamental wesentlichen christlichen Wahrheiten umfasste, die Calixt von den späteren nicht fundamentalen Glaubensartikeln unterschied. Auf protestantischer Seite führte dieser Versuch zu dem Jahrzehnte andauernden synkretistischen Streit, war aber auch für Rom nach der grundlegenden Entscheidung des Tridentinums in der Frage der kirchlichen Tradition völlig unakzeptabel.
Mehrfach hat der Kleriker Cristóbal de Royas y Spinola mit zeitweiliger Unterstützung des Kaisers und indirekt auch des Papstes nach 1673 deutsche Fürstenhöfe besucht und Verhandlungen zu einer Wiedervereinigung der Kirchen unter gewissen Zugeständnissen der katholischen Kirche geführt. Erfolglos wie dieser Versuch blieb auch das breit angelegte Bemühen von Gottfried Wilhelm Leibniz, dem Calixt-Schüler Gerhard Wolter Molanus und auf katholischer Seite J. B. Bossuet und Spinola, im sogenannten Reunionsbriefwechsel und in langwierigen Verhandlungen von 1683 bis 1702 dogmatische und v. a. praktische Einigung zu erzielen. Letztendlich scheiterte der Versuch an der römisch-katholischen Forderung, das Tridentinum als orthodox anzuerkennen.
Abseits der großen Kirchen sind besonders zu nennen die pietistisch geprägten philadelphischen Sozietäten als überkonfessionell, allein am „wahren Glauben“ orientierte Gruppierung. Daneben insbesondere die der Aufklärung nahestehende Bewegung des Sozinianismus und ihre Dogmatikverachtung. Sie beinhaltete nahezu selbstverständlich den Toleranzgedanken, wenn auch auf Ebene des allein persönlich zu verantwortenden Bekenntnisses, insistierte daneben aber beharrlich auf der Idee der Wiedervereinigung aller Christen.
Im weiteren 18. Jahrhundert schuf die Überwindung des Konfessionalismus durch die aufklärerisch orientierte Theologie und den Pietismus prinzipiell gute Voraussetzungen für kirchliche Einigungsbestrebungen, die allerdings mit der zunehmenden Tendenz zur Säkularisierung und dem damit verbundenen Bedeutungsverlust der Kirchen insgesamt zugleich erschwert wurden. Eine Ausnahme davon bildete die katholische Reformbewegung des Febronianismus mit ihren anti-römischen, eher nationalkirchlich orientierten Zielen, die freilich auf protestantischer Seite (vgl. die Ablehnung durch den im Übrigen theologisch eher seichten Vertreter der Neologie Karl Friedrich Bahrdt) kein nennenswerter Echo hervorrief und so für einige Jahrzehnte „ein innerkatholisches Problem“ blieb.
Das beginnende 19. Jahrhundert sieht noch einmal einen umfangreichen literarischen, aber schon zu seiner Zeit nicht mehr wirklich zur Kenntnis genommenen Versuch katholischer und protestantischer Verständigung in dem Briefwechsel zwischen Johann Anton Sulzer (Wahrheit in Liebe in Briefen über Katholicismus und Protestantismus, Konstanz/Freiburg 1810) und Johann Heinrich Jung-Stilling (Antwort durch Wahrheit in Liebe, Nürnberg 1811).
Auf der Tagesordnung der Zeit stehen nun die Fragen der innerprotestantischen Einigung, beginnend mit der altpreußischen Union und zunehmend die Ökumenische Bewegung.